# Armin Dollinger
Armin Dollinger (ur. 24 czerwca 1971 w Hirschenwirt) – niemiecki bokser zawodowy, zdobywca pasa interkontynalnego mistrza federacji Global Boxing Councin w wadze ciężkiej i pasa mistrza Niemiec w wadze półciężkiej.
W boksie zawodowym zadebiutował 15 lipca 2004, podczas gali boksu zawodowego w Monachium pokonując przez techiczny nokaut Stanislava Cermaka.
9 marca 2006 roku stanął przed szansą zdobycia pasów interkontynalnego mistrza świata federacji Global Boxing Courcil i mistrza Niemiec. W walce pokonał na punkty Ralfa Sawetzkiego.